# Partito Democristiano Croato
Il Partito Democristiano Croato (in croato: Hrvatska Demokršćanska Stranka - HDS) è un partito politico croato di orientamento cristiano democratico fondato nel 2009 a seguito della confluenza di tre distinti soggetti politici:
- il Partito Democratico Cristiano Croato (Hrvatska Kršćanska Demokratska Stranka - HKDS);
- il Primavera Croata (Hrvatska Proljeća - HP);
- i Democristiani Croati (Hrvatski Demokršćani - HD).

## Storia

### Partiti precursori
Il Partito Democratico Cristiano Croato fu fondato nel 1990 sul modello dei partiti cristiano democratici dell'Europa occidentale, pur assumendo posizioni maggiormente orientate a destra che al centro. Alle elezioni parlamentari del 1990 l'HKDS aderisce al blocco nazionalista moderato, la Coalizione dell'Accordo Popolare, ma non ottiene alcun seggio. Nel 1991 esprime un ministro nel governo di unità nazionale di Franjo Gregurić. Alle elezioni parlamentari del 1992 l'HKDS corre con proprie liste e non riesce di nuovo ad entrare in Parlamento; alle contestuali elezioni presidenziali, il suo leader Ivan Cesar arriva settimo. L'insuccesso induce l'HKDS a creare assieme al Partito Democratico Croato (HDS) l'Unione Democratica Cristiana Croata (Hrvatska Kršćanska Demokratska Unija - HKDU), ma alcune componenti dell'HKDS proseguono l'attività politica del partito.
Primavera Croata, inizialmente denominato Partito della Rinascita Croata (Stranka Hrvatskog Proljeća - SHP), era un partito politico regionale della Regione spalatino-dalmata, affermatosi nel 2000 in seguito ad una scissione del Partito Social-Liberale Croato.
I Democristiani Croati erano un partito minore della destra conservatrice croata, fondato nel 2002.

### Fondazione
Il partito viene lanciato ufficialmente il 21 febbraio 2009: Goran Dodig, espressione del Partito della Rinascita Croata, viene eletto presidente, mentre Petar Kaćunko e Ante Ledić, provenienti rispettivamente dal Partito Democratico Cristiano Croato e dai Democristiani Croati, sono nominati vicepresidenti.
Alle parlamentari del 2011 HDS si presenta in liste comuni con alcune formazioni minori, ma l'alleanza si ferma allo 0,61% dei voti e non ottiene seggi.
In vista delle parlamentari del 2015 il partito decide di avviare una collaborazione con l'Unione Democratica Croata (HDZ): viene così eletto Goran Dodig, che verrà confermato nelle successive tornate elettorali. Nel 2016, inoltre, a HDS aderisce Branko Hrg, già presidente del Partito Contadino Croato e deputato indipendente della IX legislatura (eletto nelle liste dell'HDZ).

## Risultati
| Elezione                                 | Voti                         | %                            | Seggi   |
| ---------------------------------------- | ---------------------------- | ---------------------------- | ------- |
| Parlamentari 2011 a                      | 7.343                        |                              | 0 / 151 |
| Parlamentari 2015                        | Nella Coalizione Patriottica | Nella Coalizione Patriottica | 1 / 151 |
| Parlamentari 2016 b                      | 95.486                       |                              | 1 / 151 |
| Parlamentari 2020                        | 78.451                       |                              | 1 / 151 |
| a Con JH e ABH b In liste comuni con HDZ |                              |                              |         |